# Arremon brunneinucha
El saltón gargantillo (Arremon brunneinucha) también denominado rascadorcito gorricastaño, cerquero coronicastaño, gorrión montés collarejo, pinzón collarejo, matorralero gorricastaño, saltón cabecicastaño y saltón gorgiblanco, es una especie de ave paseriforme de la familia Passerellidae que se distribuye por los altiplanos de México a Perú. Ha sido ubicado también dentro del género Buarremon, y ocasionalmente en Atlapetes.
Es un ave común en el sotobosque de bosques húmedos de montaña, en zonas de crecimiento secundario y en barrancas, desde los 900 hasta los 2 500 m de altitud snm.
El nido, construido por la hembra, es una taza hecha de material vegetal a menos de 2.5 m de altura sobre un arbusto o un árbol. La hembra pone dos huevos blancos brillantes sin manchas. La incubación la realiza únicamente la hembra, y dura de 12 a 14 días.
El rascadorcito gorricastaño es una especie grande, robusta, principalmente terrestre. Mide 19 cm de longitud y pesa 45 g. Tiene un pico largo y delgado y patas largas. El adulto tiene un característico patrón de coloración en la cabeza: la corona  y la nuca castañas bordeadas de amarillo; la cara es negra, con dos pequeñas manchas blancas a cada lado de la frente; la garganta es blanca, y se esponja cuando el ave está excitada. El resto de las partes dorsales del cuerpo son verde olivo oscuras, con las alas aún más oscuras. En el centro del pecho hay una mancha blanca separada de la garganta por una banda negra. Los costados del pecho son grises y los flancos y el bajo vintre verdes olivo. Los individuos juveniles tienen una "gorra" café oscura, una cara negruzca, y las partes superiores, garganta y pecho verdes olivo.
Se alimenta de insectos y arácnidos que saca con su pico de entre la hojarasca; también de otros invertebrados y de pequeños frutos que encuentra en los arbustos. Se encuentra en parejas o en grupos familiares; también forma grupos alimenticios con otras especies.
El llamado es un zit. El canto es una mezcla de silbidos y notas altas.